# Dominic Klemme

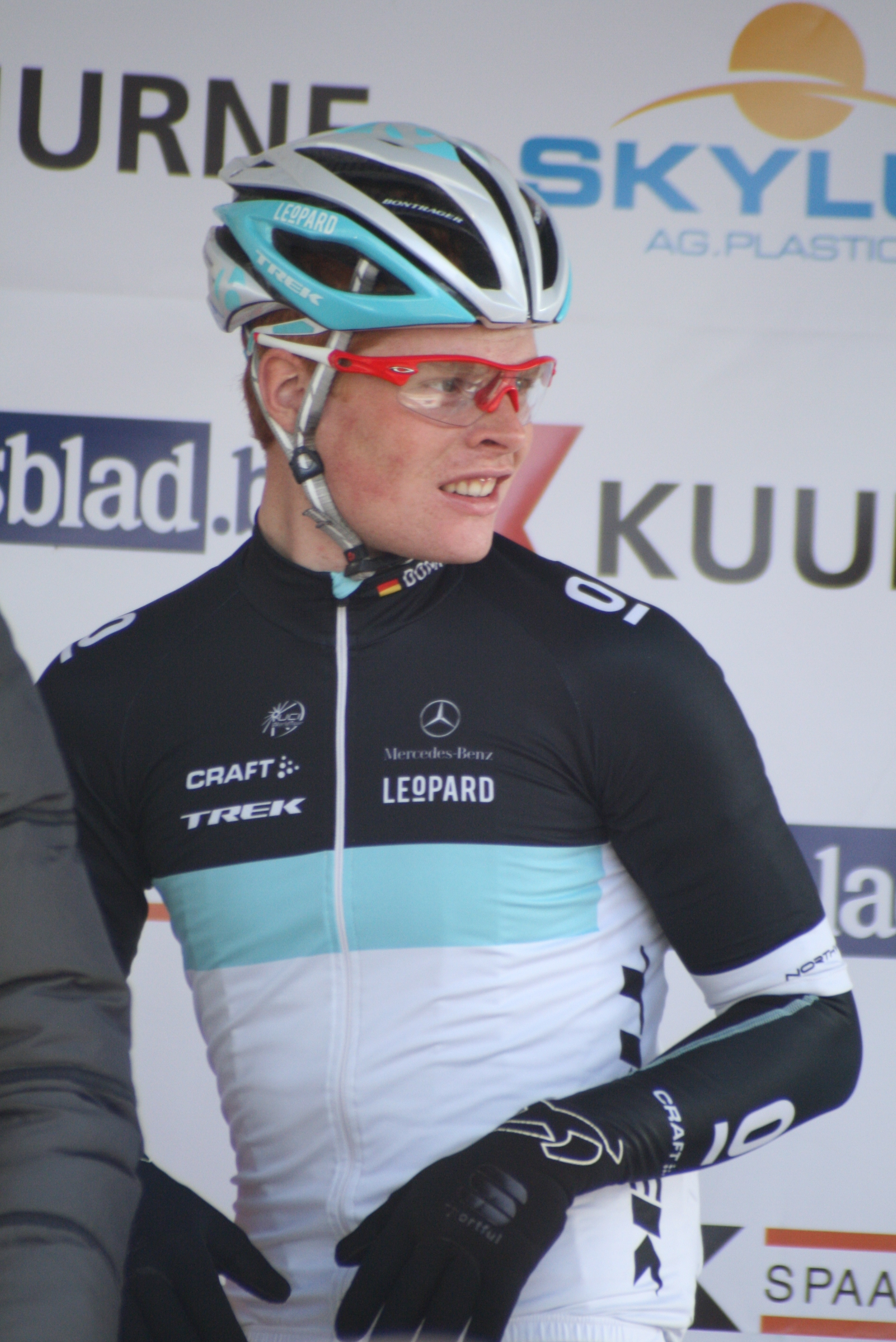
Dominic Klemme bei Kuurne–Brüssel–Kuurne 2011

Dominic Klemme (* 31. Oktober 1986 in Lemgo) ist ein ehemaliger deutscher Radrennfahrer.

## Sportliche Karriere
Klemme begann seine Karriere 2006 beim Team Heinz von Heiden und wechselte ein Jahr später zum Team 3C-Gruppe Lamonta. Nach guten Leistungen bei den deutschen Straßen-Radmeisterschaften wurde er für die Europameisterschaften in Bulgarien nominiert, wo er als Neunter bester Deutscher wurde. Im September 2007 wurde er bei den U23-Straßen-Radweltmeisterschaften als Siebtplatzierter ebenfalls bester deutscher Fahrer. Im Jahre 2008 konnte Klemme mehrere Siege herausfahren; insbesondere zwei Etappensiege bei der Tour de l’Avenir.
2009 und 2010 fuhr Klemme zum ersten Mal bei einem UCI ProTeam, dem Team Saxo Bank. Bei den Deutschen Straßen-Radmeisterschaften 2009 wurde er im Sprint einer dreiköpfigen Spitzengruppe hinter Überraschungssieger Martin Reimer Zweiter. Im Jahr 2011 wechselte er zum neugegründeten luxemburgischen Team Leopard Trek, für das er beim belgischen Eintagesrennen Le Samyn den ersten Sieg des Teams nach einer Attacke auf den letzten Kilometern einfuhr.
Ende 2014 beendete Dominic Klemme seine Laufbahn als Radrennfahrer. Er kündigte an, sein Abitur nachholen zu wollen sowie künftig Mountainbikerennen zu bestreiten.

## Familie
Dominic Klemme ist der ältere Bruder von Dennis und Daniel, die ebenfalls Radrennfahrer sind.

## Erfolge
2007
- Deutscher Straßenmeister U23

2008
- Grand Prix de la Ville de Lillers
- eine Etappe Thüringen-Rundfahrt
- eine Etappe Rothaus Regio-Tour
- Druivenkoers Overijse
- zwei Etappen Tour de l’Avenir

2009
- Deutsche Straßen-Radmeisterschaften

2011
- Le Samyn

## Teams
- 2006 Team Heinz von Heiden
- 2007 Team 3C-Gruppe Lamonta
- 2008 Team 3C-Gruppe Lamonta
- 2009 Team Saxo Bank
- 2010 Team Saxo Bank
- 2011 Leopard Trek
- 2012 Team Argos-Shimano
- 2013 IAM Cycling
- 2014 IAM Cycling